# Lac de la Daze
Le lac de la Daze est un lac artificiel de France créé par un barrage sur le cours du ruisseau de la Daze, un affluent du Lot. Il est situé sur la commune d'Espeyrac dans l'Aveyron, en aval du village au sud et en amont de la vallée du Lot au nord.
Le 6 décembre 2023 à 1 h 30, une fuite du barrage provoque la vidange totale du lac en dix minutes, entraînant la formation d'une vague en aval qui fait quelques dégâts matériels et tue des animaux.